# Tlalatlaco
Tlalatlaco är en ort i Mexiko.   Den ligger i kommunen Xochimilco och delstaten Distrito Federal, i den sydöstra delen av landet, 23 km söder om huvudstaden Mexico City. Tlalatlaco ligger 2 427 meter över havet och antalet invånare är 268.
Terrängen runt Tlalatlaco är kuperad åt sydväst, men åt nordost är den platt. Runt Tlalatlaco är det mycket tätbefolkat, med 2 431 invånare per kvadratkilometer. Närmaste större samhälle är Iztapalapa, 16,7 km nordost om Tlalatlaco. I omgivningarna runt Tlalatlaco växer huvudsakligen savannskog.